# Убальдини, Оттавиано
Оттавиано (Аттавиано) дельи Убальдини (итал. Ottaviano degli Ubaldini; ок. 1213/1214, Муджелло, близ Флоренции — 5/13 марта 1273, Рим) — кардинал, гибеллин, влиятельнейшее лицо в папской курии своего времени. Во времена Оттавиано говоря просто «кардинал», имели в виду именно его. Прослыл безбожником, отрицавшим существование души. Ему приписывалась фраза: «Если есть душа, то я погубил её ради гибеллинов».

## Биография
Оттавиано был третьим из пяти детей Уголино Убальдини и его жены Адалы.
В юности изучал право в Болонском университете.
Папский капеллан. Апостольский субдиакон; был рукоположён папой Григорием IX лично. Каноник соборного капитула Болоньи с 4 ноября 1230 по 19 апреля 1233 года. Архидиакон соборного капитула до 15 марта 1236 года. Аудитор Апостольского дворца. 21 февраля 1240 года болонский соборный капитул поставил Оттавиано епископом Болоньи.
Возведён в кардинал-дьяконы Санта-Мария-ин-Виа-Лата на консистории 28 мая 1244 года. Подписывал папские буллы, выпущенные между 27 сентября 1244 и 22 июля 1254 года; 9 апреля 1255 и 3 июля 1260 года; 23 января 1262 и 16 февраля 1263 года; 26 февраля 1265 и 28 февраля 1268 года.
Присоединившись в Генуе к папе и нескольким кардиналам, отправился в Лион, где принял участие в работе вселенского собора (1245). В 1246 году Оттавиано предоставлены права на вакантные бенефиции в Тоскане. 8 марта 1247 года он был отправлен из Лиона в качестве легата в Ломбардию и Романью, чтобы сдерживать продвижение императора Фридриха II. В этой миссии его поддерживал Грегорио да Монтелонго. Пересёк Альпы с малым эскортом, так как герцог Амадей Савойский, союзник императора, не пропустил армию, набранную кардиналом; в 1251 году Оттавиано вернулся в Рим.
Управляющий епархией Римини между 1249 и 1250 годами Был снова назначен легатом в Ломбардию, Романью и Аквилею в ноябре 1251 года; возвратился 25 февраля 1253 года. Принимал участие в папских выборах 1254 года, на которых был избран Александр IV. Направлен легатом a latere на Сицилию между 25 и 29 января 1255 года; выслал в качестве своего представителя францисканца Руфино да Пьяченца, папского капеллана и пенитенциария, а сам остался с Александром IV в Неаполе, чтобы лично принять участие в битве против Манфреда. Оттавиано потерпел поражение; он подписал с Манфредом мирный договор, не ратифицированный папой. Затем кардинал был обвинён в измене. Позднее он был обвинён во Флоренции в сговоре с Тезауро Беккария, имевшем цель передать правление гибеллинам.
Покровитель камальдолийской и валломброзианской бенедиктинских конгрегаций. Легат во Францию ок. 1260 года. Выступал против передачи Карлу Анжуйскому сицилийского короны. Участвовал в папских выборах 1261 года и 1264—1265 годов. На выборах 1268—1271 годов был одним из шести кардиналов, которым было доверено избрание папы. Сопровождал нового папу Григория X из Витербо в Рим.
Умер в Риме. Тело Оттавиано было перевезено в Муджелло и захоронено во внешнем портике церкви Санта-Мария-ди-Фанья
Помещён Данте в шестой круг (еретики) Ада вместе с императором Фридрихом II и другими.
Известен брат Оттавиано Убальдино дельи Убальдини, владелец замка Пила (Pila). У Данте он находится в шестом круге чистилища среди чревоугодников.